# Маријехамн
Маријехамн (швед. Mariehamn, фин. Maarianhamina) је град на крајњем југозападном делу Финске. Маријехамн је управно седиште, једини град и највеће насеље аутономног округа Оландска Острва, где град са окружењем чини истоимену општину.

## Географија
Град Маријехамн се налази у крајње југозападном делу Финске. Од главног града државе, Хелсинкија, град је удаљен 325 км западно. Главни град Шведске, Стокхолм, је ближи - Маријехамн је удаљен 160 км источно од њега. 
Рељеф: Маријехамн се сместио у средишњем делу Скандинавије, на Оландским острвима, усред Балтика. Подручје града је равничарско до брежуљкасто, а надморска висина се креће око 15 м.
Клима у Маријехамну је континентална, мада је за ово за финске услова блажа клима због утицаја Балтика. Стога су зиме нешто блаже и краће, а лета свежа.
Воде: Маријехамн је острвски град у пуном смислу те речи; Град се развио као средиште Оландских острва, усред Балтичког мора. Сам град се налази у југозападном делу архипелага, на омањем полуострву, па је градско подручје са три стране оивичено морем.

## Историја
Маријехамн је већ вековима средиште Оландских острва, али добио градска права тек 1861. године.
Последњих пар деценија град се брзо развио у савремено градско насеље, а значаја подстрек томе заснива се на развоју установа и тела острвске аутономије.

## Становништво
Према процени из 2012. године у Маријехамну је живело 13.357 становника, док је број становника општине био 11.286.
| 1980. | 1990.  | 2000.  | 2012.  |
| ----- | ------ | ------ | ------ |
| 9.227 | 11.103 | 11.656 | 13.357 |

Етнички и језички састав: Маријехамн је одувек био претежно насељен Швеђанима. Током 20. века овде се населио и омањи број Финаца са копна. Последњих деценија, са јачањем усељавања у Финску, становништво града је постало шароликије. По последњим подацима преовлађују Швеђани (87,7%), присутни су у малом броју Финци (5,8%), док су остало усељеници. Шведски језик је једини званични језик на острвљу.

## Галерија
- Градска кућа Маријехамна
- Здање аутономне скупштине Оланда у Маријехамну
- Главна протестантска Црква Св. Ђорђа у граду
- Градско читалиште